# Bernice Kolko
Bernice Kolko (1905–1970) foi uma fotógrafa polaco-americana.

## Infância e juventude
Nasceu em 1905 em Grajewo, Polónia. Após a morte do seu pai, a mãe de Kolko mudou-se com a família para os Estados Unidos.

## Carreira
Durante a Segunda Guerra Mundial juntou-se ao Women's Army Corps como fotógrafa.
Em 1953 tornou-se amiga de Diego Rivera e Frida Kahlo, que ela conheceu quando visitaram Chicago. Eles convidaram-na para ir ao México, onde viajou, tirando fotos das mulheres do México. Ela e Kahlo viajavam com frequência, com Kolko tirando fotos de Kahlo dois anos antes da morte de Kahlo.
Em 1955 tornou-se na primeira mulher a expor no Palacio de Bellas Artes.
O seu trabalho encontra-se incluído nas colecções do High Museum of Art e do Museum of Fine Arts, Houston.